# Francesco Lanzoni
Francesco Lanzoni (Faenza, 10 luglio 1862 – Faenza, 8 febbraio 1929) è stato uno storico e presbitero italiano.

## Biografia
Nacque a Faenza nel 1862 da Evangelista e Teodora Ferniani. Svolse gli studi ginnasiali presso il seminario diocesano. Alunno particolarmente brillante, nel 1880 risultò primo nel concorso per il Seminario Pio-romano. Si trasferì quindi nell'Urbe, dove compì gli studi liceali e si laureò in teologia (1886), ottenne il diploma in filosofia Tomista e infine la laurea in utroque iure (1890). Nel 1885 ricevette l'ordinazione sacerdotale nella Basilica di San Giovanni in Laterano.
Tornato a Faenza, diventò presto direttore del seminario, che resse ininterrottamente per 27 anni (1890-1917). Lanzoni intraprese una radicale opera di svecchiamento dei metodi d'insegnamento. Parallelamente partecipò alle organizzazioni del laicato cattolico, mostrando una preferenza per il movimento di Romolo Murri e poi per il partito di don Luigi Sturzo.
Poco più che trentenne, Lanzoni debuttò negli studi storici scegliendo come oggetto l'agiografia, con una particolare attenzione per le origini delle chiese locali e la diffusione del cristianesimo fino al XIV secolo. La positiva accoglienza riscontrata dai suoi primi saggi lo indusse ad allargare l'oggetto dei suoi studi a tutta la penisola italiana. Il suo capolavoro fu Le origini delle diocesi d'Italia (1923).
Nel suo monumentale lavoro di revisione scientifica di miti apologetici (le passiones) e tradizioni non documentate, trovò forti opposizioni negli ambienti ecclesiastici più retrivi, tanto che dovette difendersi più volte dall'accusa di modernismo.
Lasciò nel 1917 la direzione del seminario per dedicarsi completamente agli studi, che gli diedero celebrità nazionale e internazionale. Fu avverso al fascismo, ma favorevole al Concordato fra Stato e Chiesa, che si realizzò appena tre giorni dopo la sua morte, avvenuta l'8 febbraio 1929.
Fra i suoi discepoli più in vista in ambito locale vi furono Lamberto Caffarelli e Carlo Mazzotti. Va anche ricordato che fu maestro di due suoi nipoti: Evangelista Valli, che dopo la sua morte pubblicò una bibliografia dei suoi scritti, e Francesco Valli, noto agiografo, che da lui apprese i metodi della ricerca e la passione per gli studi storico-critici.
Nel 1963 si tenne un Convegno internazionale di studi Francesco Lanzoni sotto gli auspici di papa Giovanni XXIII. Le assise hanno definitivamente tolto tutti i sospetti sulla sua opera.

### Cronologia incarichi
- 1890: Canonico onorario della Cattedrale di Faenza e Rettore del seminario diocesano;
- 1893: Canonico della Cattedrale di Faenza;
- 1907: Visitatore apostolico dei seminari della Toscana;
- 1914: Prelato domestico (nomina pontificia);
- 1916: Preposto del Capitolo della Cattedrale di Faenza;
- 1917: Protonotario apostolico (lascia la carica di Rettore del seminario diocesano)

## Opere
La Bibliografia completa delle opere di Francesco Lanzoni, curata cinque anni dopo la sua morte dal nipote Evangelista Valli, elenca ben 670 titoli, in gran parte dispersi fra periodici vari. Ricordiamo qualcuno fra i titoli più significativi:
- Biografia del dottor Francesco Archi, Faenza, P. Conti, 1892
- San Pier Damiano e Faenza, Faenza, G. Montanari, 1898
- Brisighella. Cenni storici, Brisighella, Tip. di E. Servadei, 1899
- Vita di mons. Paolo Taroni, direttore spirituale del V. Seminario di Faenza. Con una raccolta di sue poesie, Faenza, Tip. Novelli & Castellani, 1903
- San Mercuriale, vescovo di Forlì nella leggenda e nella storia, Roma, Libreria ed. Francesco Ferrari, 1905
- San Petronio, Vescovo di Bologna, nella storia e nella leggenda, Roma, Libreria pont. Federico Pustet, 1907 (Faenza: Novelli e Castellani)
- Il Liber pontificalis di Agnello Ravennate, Faenza, 1909
- I Sermoni di San Pier Crisologo [Pavia, Tip. Cajo Rossetti, 1910]
- San Severo vescovo di Ravenna nella storia e nella leggenda, Bologna, Stabilimento poligrafico emiliano, 1911
- Cronotassi dei vescovi di Faenza. Dai primordi a tutto il secolo XIII, Faenza, Tip. Novelli e Castellani, 1913
- Le origini delle diocesi d'Italia (collana "Studi e Testi"), Tipografia poliglotta vaticana, Roma, 1923;
- Genesi, svolgimento e tramonto delle leggende storiche, Tip. poliglotta vaticana, Roma, 1925;
- Il sogno presago della madre incinta nella letteratura medievale e antica, Tip. poliglotta vaticana, Roma, 1928;
- Scritti politici (1899-1929), a cura e con introduzione di Lorenzo Bedeschi, Morcelliana, Brescia, 1964;
- Memorie, Stabilimento grafico Fratelli Lega, Faenza, 1930 (a cura di Evangelista Valli).

## Onorificenze
- Cavaliere ufficiale dell'Ordine della Corona d'Italia (1925, nomina di Vittorio Emanuele III)[5]